# Phonergates
Phonergates is een geslacht van wantsen uit de familie van de Reduviidae (Roofwantsen). Het geslacht werd voor het eerst wetenschappelijk beschreven door Carl Stål in 1855.

## Soorten
Het genus bevat de volgende soorten:

- Phonergates basilicus (Stål, 1855)
- Phonergates bicoloripes Stål, 1855
- Phonergates carpenteri Miller, 1955
- Phonergates concoloripes Reuter, 1881
- Phonergates distinguendus Schouteden, 1902
- Phonergates garambana Villiers, 1964
- Phonergates gedeyi Miller, 1955
- Phonergates guitati Villiers, 1948
- Phonergates imperator Breddin, 1903
- Phonergates kafakumbae Schouteden, 1952
- Phonergates knighti Miller, 1955
- Phonergates limbiventris (Stål, 1855)
- Phonergates meruensis Miller, 1955
- Phonergates neavei Miller, 1955
- Phonergates nigriventris Schouteden, 1902
- Phonergates nuptura Varela, 1904
- Phonergates quadrimaculalus Distant, 1908
- Phonergates rubromaculata Reuter, 1881
- Phonergates similis Miller, 1955
- Phonergates simulatus Bergroth, 1920
- Phonergates stali Reuter, 1881
- Phonergates stalianus Schouteden, 1910
- Phonergates vassei Jeannel, 1919
- Phonergates vuattouxi Villiers, 1965